# Mamma, ho allagato la casa
Mamma, ho allagato la casa (Home Alone 4: Taking Back the House) è un film per la televisione del 2002 diretto da Rod Daniel, quarto capitolo della saga di Home Alone, è un sequel alternativo di Mamma, ho perso l'aereo. Il film è stato trasmesso in prima visione il 3 novembre 2002 sulla ABC per poi uscire direttamente in DVD in Italia nel 2003.

## Trama
I genitori di Kevin McCallister sono separati in procinto di divorzio. Kevin, che vive con la madre e i due fratelli più grandi, decide di trascorrere le vacanze con il padre, perché non vuole passarle con suo fratello Buzz, che lo prende in giro. La casa di Natalie, la nuova compagna del padre di Kevin, è una lussuosa e gigantesca villa in cui il bambino inizialmente si diverte molto, fino a quando non fanno irruzione i banditi Marv Merchants e sua moglie Vera, che vogliono ispezionare la villa per rapire un giovane principe che sarà ospite con la famiglia il giorno di Natale. Kevin allora li ferma allagando la casa. Mentre cerca di chiamare il maggiordomo, il signor Prescott, i ladri scappano e Peter torna a casa con la sua compagna, pensando che sia tutta opera di Kevin e che in realtà si sia inventato tutta la parte dei banditi e che stia facendo tutto questo come reazione alla imminente separazione dei suoi genitori.
Il bambino, nonostante sia in punizione, viene perdonato e Natalie regala a Kevin un "set da spia" giocattolo.
Kevin inizialmente crede che il maggiordomo sia complice dei ladri, ma non ne ha le prove. Il giorno seguente i McCallister vanno dalla famiglia reale per la festa di Natale, ma i ladri si travestono da inservienti del catering. Kevin cerca di dire a Prescott che sono dei banditi, ma il maggiordomo non gli crede, quindi Kevin lo chiude nella cella frigorifera. Il bambino poi, utilizzando il suo set di spia, scopre che i due ladri vogliono rapire il principe, quindi li ferma creando delle trappole, rovinando però la prestigiosa festa. Kevin dopo essere stato nuovamente sgridato dal padre e da Natalie, si arrabbia per non essere stato creduto e crea molte altre trappole. Molly, la governante, confessa a Kevin di essere lei la complice di Marv e Vera, e il bambino scopre che lei è la madre di Marv. Molly chiude Kevin in cantina, ma il bambino si libera con l'aiuto del maggiordomo, grazie ad un montavivande. Dopo numerose peripezie, arriva la polizia, che arresta i banditi e Molly. 
La famiglia McCallister e Peter si scusano con Kevin. Alla fine Prescott si licenzia e Peter, lasciata Natalie, torna dalla sua vera famiglia, che festeggia il Natale con il principe e la famiglia reale.

## Distribuzione
Il film è stato trasmesso in prima visione su ABC nel 3 novembre 2002 negli Stati Uniti.
L'edizione Home video è uscita nel 2003.

## Sequel
- Mamma, ho visto un fantasma (Home Alone 5: The Holiday Heist) (2012)
- Home Sweet Home Alone - Mamma, ho perso l'aereo (Home Sweet Home Alone) (2021)